# Kerengő (regény)
A Kerengő Spiró György első regénye és egyben az egyik leghíresebb műve.

## Cselekménye
|  | Alább a cselekmény részletei következnek! |

1899 decemberében járunk, egy monarchiabeli magyar kisvárosban, melynek polgármestere Porházy Péter. Porházynak teljhatalma van. Az a szórakozása, hogy egyes, számára nem tetsző személyeket különböző furmányos intrikákkal eltetet láb alól. Ezeknek a személyeknek a névsora az íróasztalában található „Koponyás Füzetben” van, ahová Porházy mindig egy kis keresztet rak, az éppen elintézendő delikvens neve mellé.
Ezek közé a delikvensek közé tartozik Adorján András is, akire a regény kezdetekor kerül sor. Adorján ambiciózus író, költő. A hölgyek kedvelik. Az urak élvezik társaságát: intelligens, jó humorú, jó kiállású, remek beszélgetőtárs és kártyapartner, fejében ezernyi falakat döntögető új gondolat. Talán ezért akarja Porházy mindenáron megtisztítani tőle a több évtizedes, sőt több évszázados szokásait gyakorló várost? Választ csak akkor kapunk, ha Adorjánnal együtt elmerülünk ennek az őrült vármegyeszékhelynek minden sötét, vagy világos, vagy még inkább bolondos bugyraiban.

## Az író – regényéről: (Fülszövegek)
"Ennek a regénynek az ötletéből először húszéves koromban írtam novellát. A barátaimnak tetszett, és Utassy József azt mondta: »Jó, hogy ez egyszer meg van írva. Belenyúltál Ady torkába, és megmarkoltad a szívét.« Nem sokkal ezután abbahagytam a novellák gyártását, úgy találtam, hogy nincs novella-szemem. Pár évvel később drámát kezdtem írni az ötletből. Az első felvonás fele már készen volt, amikor feljött hozzám egyik barátom, akinek orvos létére kegyetlenül biztos az ízlése, elolvasta, elszörnyedt, és rám parancsolt, hogy azonnal hagyjam abba. Abbahagytam. Nem hittem volna, hogy egyszer, számomra a legváratlanabbul, regény lesz belőle, és még kevésbé gondoltam, hogy már nem sok köze lesz Adyhoz.
Azt hiszem, első regényből főleg az derül ki, mit tekint az író hagyományának. Meggyőződésem, hogy mindent ott kell folytatni, ahol a legnagyobbak abbahagyták. Persze az ő minőségükhöz nagyon nehéz felvergődni. Nekem még nem sikerült. De, mert nehéz, megpróbálom.
Ezek után talán érdekli az olvasót, mi történt egy magyar kisvárosban 1899 decemberének elején, kedden."

## Keletkezése
Az író először húszéves korában írta meg regényének ötletét novellaformában. Megmutatta több barátjának (köztük Utassy Józsefnek is), akik elismerően szóltak az írásról. Pár évvel később, mikor abbahagyta a „novellák gyártását”, újra olvasva már nem találta olyan jónak, mint először, ezért drámát kezdett írni az ötletből, de egy orvos barátja tanácsára, már az első felvonás felénél abbahagyta. Aztán, mint ahogy az író fogalmazott műve kapcsán, még számára is váratlanul lett belőle regény, melynek főhőse Ady Endre jellemvonásait kapta.

## Elemzése
Feltűnését azonban ő is egy áltörténeti regénnyel – a Kerengő (1974) című parabolájával – keltett, amelyben egy lélekgyilkosság különös mechanizmusát, invenciózus és szatirikus esszéstílussal, a magyar századforduló stilizált kultúrhistóriai miliőjére vetíti rá. Voltaképpen az eszme nélküli létezésről írt negatív utópiát. Zseniálisan gúnyos modellt talál az elviselhetően embertelen és intézményes kisszerűségre, olyat, amelyben a hősök szuverenitásigényét a praxis rémuralma érvényteleníti. A Kerengő szereplői egytől egyig helyzetük végleges foglyai: nem látva reális alternatívát a társadalmilag értékes cselekvésre, aktivitásuk szükségképpen álcselekvésekre és narkotikumokra irányul, ezáltal önmaguk termelik újra és újra a bénítóan bonyolult és értelmetlen konvenciórendszert, a valamennyiüket céltalan fogságban tartó társadalmi gyakorlatot. Ám e könyvében a modell modell marad, Spiró éppen mert mindvégig fikciós effektusokra épít. Nem tudja a regényt a lombik-íztől, steril mivoltától megszabadítani.

## A regény aktualitása
Mégis, a regény sikere és írójának dicsősége, hogy az aktualizálásnak, a történet olvasóival egyidejűvé tételének csábítását nem követte végig, noha az anyag tálcán kínálja ezt, s magának az írónak a históriát kulisszaként, ürügyként felhasználó hajlamát, látásmódját kellőképp megmutatták eddigelé írt áltörténelmi parabolái, a Kerengő című regény és a Kőszegők című verses dráma.

## Kiadások

### Magyar nyelven
- Szépirodalmi Könyvkiadó (1974) ISBN 9631501493
- Európa Kiadó (1995)